# 林璋
林璋（1462年—？），字用玉，福建福州府閩縣人，民籍，明朝政治人物。

## 生平
弘治二年（1489年）己酉科福建鄉試第五十名舉人。弘治六年（1493年）中式癸丑科會試第六十八名，三甲第七十九名進士。

## 家族
曾祖林智；祖父林渭，海豐知縣；父林槐，母陳氏。慈侍下。